# Máel Gualae mac Donngaile
Máel Gualae mac Donngaile (mort en 859), connu sous le nom de Máel Gualae, est un roi de Munster issu des Eóganacht Chaisil une branche des Eóganachta, la famille royale du Munster. Il appartient au Clann Faílbe, un sept de cette lignée, et il est le petit-fils Tnúthgal mac Donngaile (mort en 820), dans les sources il est désigné comme roi de et frère d'Áilgenán mac Donngaile (mort 853), également roi de Munster. Cette branche de la dynastie avait ses domaines à le  Cashel région du comté de  Tipperary. Il règne de 853/856 à 859.

## Contexte
Après la mort d'Áilgenán en 853 il semble qu'il eut un interrègne avant que son frère Máel Gualae mac Donngaile prenne sa succession en 856 Les vikings danois arrivent en  Irlande en 849 et prennent le contrôle de Dublin en 851. D'autres bandes éparses de scandinaves viennent piller différentes régions d'Irlande et une rivalité commence entre ces deux groupes de Vikings et des rois irlandais mettent à profit ses rivalités dans leurs propres conflits. Des irlandais se joignent aux scandinaves et sont désormais connu comme Gall Gàidheal (c'est-à-dire les étrangers-Gaëls). Cerball mac Dúnlainge, roi d'Osraige s'allie lui-même avec les danois contre les autres scandinaves et devient le plus puissant souverain de la région.
Pendant cet interrègne l'Ard ri Erenn  Mael Seachnaill Ier mac Mael Ruanaid (mort en 862) du Clan Cholmáin mène une expédition dans le Munster en 854 qui atteint les frontières des Déisis dans le comté de Tipperary et obtient des otages du Munster. Les Annales fragmentaires d'Irlande souligne que Cerball, beau-frère de l'Ard ri, est envoyé par ce dernier dans le  Munster pour réclamer des otages,. Selon les Annales des quatre maîtres, les scandinaves seraient à l'origine de l'opposition à l'Ard ri dans le Munster. Máel Sechnaill Ier mac Máele Ruanaid semble avoir être intervenu de nouveau à Cashel pour prendre des otages à l'époque de l'accession au trône de Máel Gualae.

## Règne
L'activité des vikings dans le Munster a une influence perturbatrice et vers 855, les Hommes de Munster ont fait appel à Cerball mac Dúnlainge roi d'Osraige pour obtenir de l'aide contre les Scandinaves. Cerball intervient  avec une force de Danois commandé par un chef nommé Horm et ils encerclent les Scandinaves et les massacrent. En 856, une force nordique tua Gormán, fils de Lonán, héritier désigné de Cashel, au Loch Cenn.[8] En 857, Cerball et ses alliés danois, Amlaíb Conung et Ímar, remportent une victoire sur Caittil Find peut-être Ketill au Nez plat (?) et ses Gall Gàidheal dans le Munster » d'Arad Tíre dans le nord de Tipperary.
En 858, Mael Seachnaill Ier mac Mael Ruanaid mène  un grand rassemblement d'« Hommes d'Irlande » en Munster pour prendre des otages. Cette fois, Cerball est son adversaire cars les « Hommes de  Leinster »  s'en étaient plaints à l'Ard Ri. Les forces de Cerball et Máel Gualae avaient stationnent à Belach Gabrán dans le sud de l'Osraige, peut-être à Goresbridge sur la rivière Barrow (Comté de Kilkenny), pour s'opposer à l'armée du Haut-Roi, mais cela a pris une route inattendue et leurs forces ont été divisées. Le Haut Roi inflige une défaite fracassante aux forces de Máel Gualae lors de la bataille de Carn Lugdoch (près de l'actuel Waterford) et le roi des Déisi, Máel Crón mac Muiredaig, est tué. Le Haut Roi est demeure à Emly pendant un mois, pillant tout le Munster jusqu'à la mer à Desmond. Il prend des otages de toutes les terres de Munster. De nombreux Norse-Gaels ont été tués par l'armée de l'Ard ri Erenn. La défaite des Hommes de Munster conduit Cerball à se soumettre également et à donner des otages au Haut roi.
L'année suivante, en 859, Cerball défie de nouveau Máel Sechnaill et, avec ses alliés danois, mène une expédition dans le royaume de Mide Cela a conduit à une conférence royale à Ráith Aeda Meic Bric (Rahugh (en), dans l'actuel, comté de Westmeath) avec le Haut-Roi. Le royaume de Cerball est directement soumis au Haut roi et séparé de Munster. Máel Gualae doit accepté ce transfert d'autorité. Cette même année, Máel Gualae est capturé par les Viginds qui le lapident à mort 

## Postérité
Son fils Dub Lachtna mac Máele Gualae (mort en 895) sera également roi de Munster.

## Sources
- (en) Francis John Byrne, Irish Kings and High-Kings, Londres, Batsford, 1973 (ISBN 0-7134-5882-8)
- (en) T.W Moody, F.X. Martin, F.J. Byrne, A New History of Ireland IX Maps, Genealogies, Lists. A companion to Irish History part II, Oxford, Oxford University Press, 2011, 690 p. (ISBN 978-0-19-959306-4)